# Olivier Compagnon
Olivier Compagnon (San Quintín, Alta Francia, 13 de marzo de 1969) es un historiador francés especialista en América Latina. Fue director del IHEAL (2015-2019) y es miembro del Centro de Investigación y Documentación sobre las Américas (CREDA). Sus líneas de investigación sobre el subcontinente abarcan la recepción de la Primera Guerra Mundial, la diversidad de cristianismos y su influencia política, así como la circulación cultural trasatlántica.
Graduado en historia y geografá en París IV Sorbonne y la Escuela Normal Superior, con una maestría en Panthéon-Sorbonne, en 2000 obtuvo su doctorado en esta universidad bajo la dirección de Francois Xavier Guerra, con una tesis sobre la influencia del pensador católico Jacques Maritain en las élites políticas latinoamericanas. Esta fue publicada bajo el título: Jacques Maritain et l’Amérique du Sud. Le modèle malgré lui (Septentrion, 2003).
A partir de 2013 se ha desempeñado como profesor titular de historia contemporánea en la Universidad Sorbona Nueva-París 3. Igualmente ha sido profesor invitado en la Universidad de Sao Paulo (Brasil), Universidad Externado (Colombia), Universidad de Salamanca (España) Universidad de Berkeley (Estados Unidos), entre otras. Desde 2016 impulsa el programa internacional TRACS (Historias culturales del mundo atlántico, siglos XVIII-XXI).
En 2014 ganó el Premio de la Academia Francesa por su obra L’adieu à l’Europe. L’Amérique latine et la Grande Guerre (Argentine et Brésil, 1914-1939), Fayard, 2013. Este libro ha sido traducido al español: El adiós a Europa (Argentina y Brasil, 1914 1939), Crítica, 2014; y al portugués: O Adeus à Europa. A América Latina e a Grande Guerra (Argentina e Brasil, 1914 1939), Editora Rocco, 2014. En 2018 codirigió el volumen La Gran Guerra en América Latina. Una historia conectada (CEMCA, 2018).
Desde 2023 es profesor del Instituto universitario de Francia.